# Trebouxia
Trebouxia ist eine Algengattung aus der Klasse der Trebouxiophyceae. Sie stellt die häufigsten Algenpartner in Flechten-Symbiosen und kommt in mehr als der Hälfte aller bekannten Flechtenarten vor.

## Beschreibung
Trebouxia-Arten sind Einzeller. Die Zelldurchmesser betragen 10 bis 15 (–20) μm. Ausgewachsene vegetative Zellen besitzen einen großen zentralen, gelappten oder sternförmigen Chloroplasten mit einem Pyrenoiden im Zentrum. Das Cytoplasma beschränkt sich auf einen schmalen Saum zwischen dem Chloroplasten und dem Plasmalemma. Der Zellkern liegt in einer Einstülpung des Chloroplasten.

## Vorkommen und Physiologie
Die Vertreter der Gattung Trebouxia leben auf Erdoberflächen oder epiphytisch und stellen die häufigsten Grünalgen-Arten, die eine Flechten-Symbiose als deren Photobiont eingehen. Sie kommen in mehr als der Hälfte aller bekannten Flechtenarten vor und besitzen eine hohe Austrocknungstoleranz. Freilebend wurden zumindest manche Arten jedoch ebenfalls beobachtet und besitzen dann etwa die doppelte Größe als in der Symbiose.
Lichenisierte (also in Flechtensymbiose lebende) Trebouxia produziert hauptsächlich Zuckeralkohole (80 % Ribitol), während bei freilebenden Zellen Zuckeralkohole gegenüber anderen Kohlenhydraten in den Hintergrund treten. Trebouxia vermag bei Abwesenheit von Licht auch saprophytisch zu leben.

## Vermehrung
In der Flechtensymbiose werden zur ungeschlechtlichen Vermehrung Autosporen gebildet, unter feuchten Bedingungen und in Kultur auch bewegliche Stadien (Zoosporen). Geschlechtliche Fortpflanzung wurde ebenfalls beobachtet, sie erfolgt isogam oder anisogam durch Verschmelzung biflagellater (zweigeißeliger) Gameten.

## Systematik
Algaebase listet 36 Arten innerhalb der Gattung Trebouxia auf, von denen 28 taxonomisch akzeptiert sind. Holotyp ist Trebouxia arboricola.